# 레기 바니스터

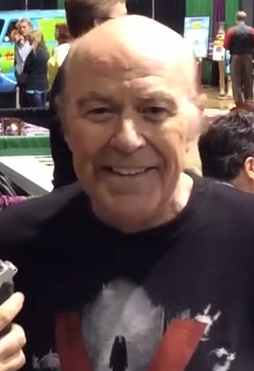
2015년 모습

레지 배니스터(Reggie Bannister, 1945년 9월 29일 ~ )는 미국의 배우, 각본가, 영화 감독, 가수, 분장사, 작곡가이다.
롱비치에서 태어났다.

## 영화
- 새벽의 저주: 악령의 부활 (2016년)
- 환타즘: 래비저 (2016년)
- 디제스터 워즈: 어스퀘이크 vs. 쓰나미 (2013년) - Dr. 제프 테일러 역
- 블러디 블러디 바이블 캠프 (2012년)
- 닥터 스파인 (2011년)
- 애벌리션 (2011년)
- 사탄은 당신을 미워한다 (2010년) - 믹키 역
- 워킹 디스턴스 (2010년)
- 더 콰이어트 원스 (2010년)
- 낫 어더 B 무비 (2010년)
- 스몰 타운 새터데이 나잇 (2009년)
- 텍스트 (2008년)
- 인터스테이트 (2007년)
- 레이지 (2007년)
- 폴른 엔젤 (2006년)
- 공동묘지 관문 (2006년)
- 갱스 오브 더 데드 (2006년)
- 더 맹글러 리본 (2005년)
- 부바 호-텝 (2002년)
- 어게인스트 아만다 (2000년)
- 환타즘 4 (1998년) - 레기 역
- 데몰리션니스트 (1995년)
- 환타즘 3 (1994년)
- 죽음의 밤 4 - 저주받은 초대 (1990년)
- 서바이벌 퀘스트 (1989년)
- 환타즘 2 (1988년)
- 환타즘 (1979년) - 레기 역